# John McLendon
John McLendon, né le 5 avril 1915, à Hiawatha, au Kansas et mort le 8 octobre 1999, à Cleveland Heights, en Ohio, est un ancien entraîneur américain de basket-ball. 

## Biographie
Il est reconnu pour avoir été le premier entraîneur afro-américain à diriger une équipe universitaire à dominante blanche, puis à diriger une équipe professionnelle, les Pipers de Cleveland en 1961. Ultérieurement, il dirigera aussi dans la NBA l'équipe des Rockets de Denver (renommé Nuggets de Denver).
Formé par l'inventeur du basket-ball James Naismith, McClendon conduisit à la victoire en 1944 une rencontre entre l'équipe totalement noire du North Carolina College for Negroes — devenue l'université du centre de la Caroline du Nord — contre l'équipe complètement blanche de Duke Medical School squad, défiant les lois de la ségrégation, lors de cette rencontre organisée dans un lieu clos et sans spectateur.
On lui doit la paternité de deux stratégies : la défense en pressing tout-terrain (full-court press) et l'attaque aux quatre coins (four corners offense).
Il est intronisé au Basketball Hall of Fame en 1979 en tant que contributeur et en 2016 en tant qu'entraîneur.